# Bergans

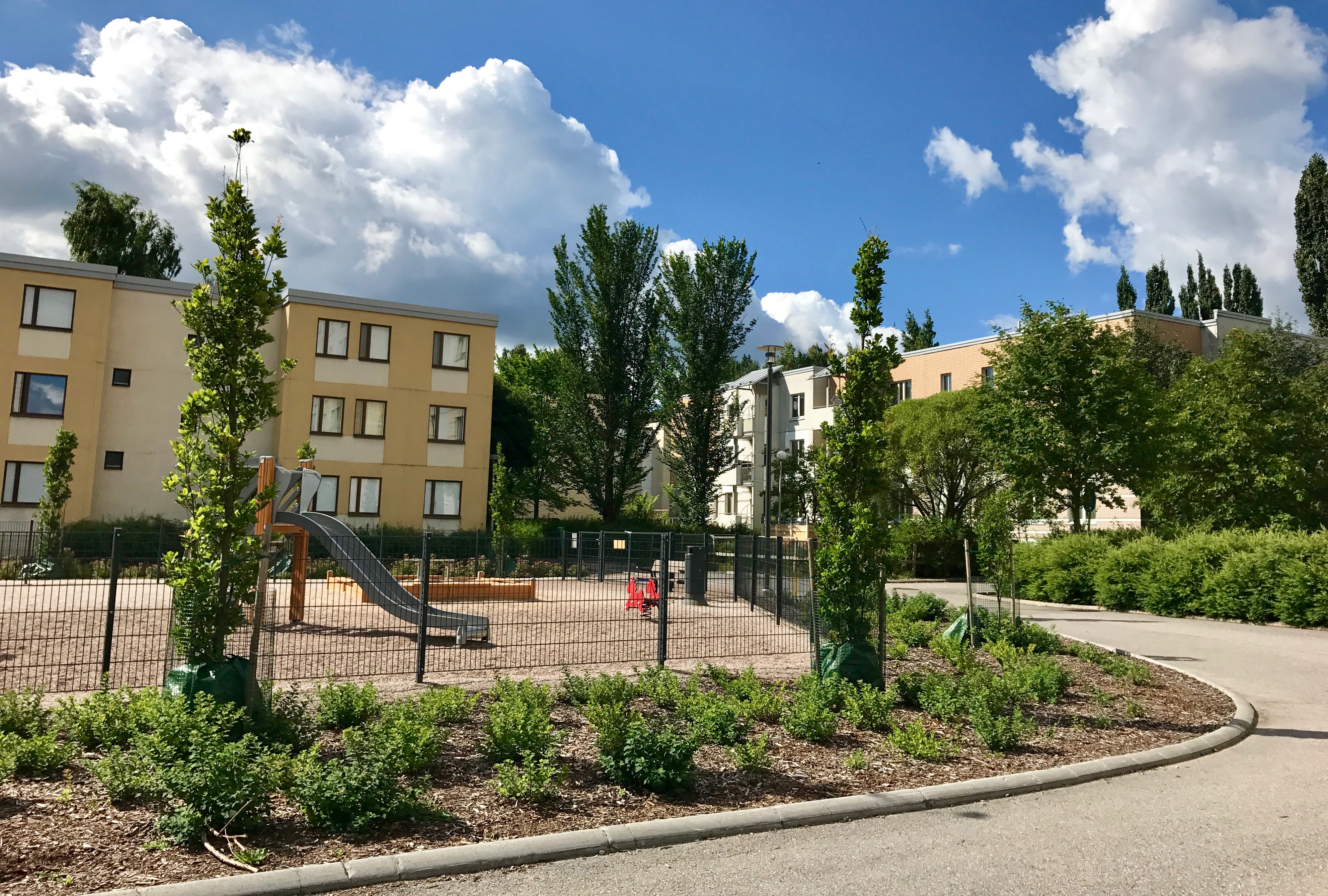
Bostadsområde i Bergans

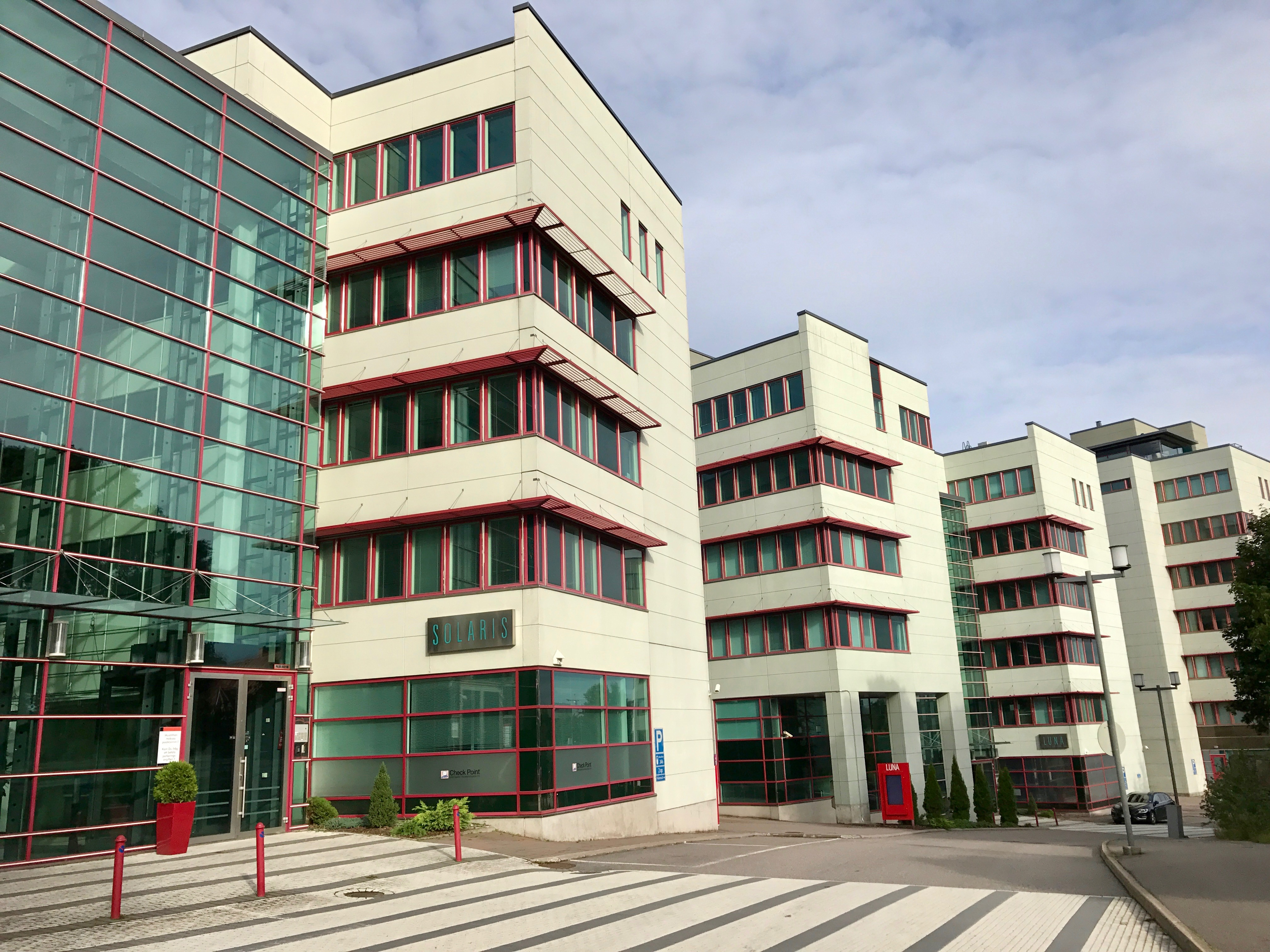
Stella Business Park

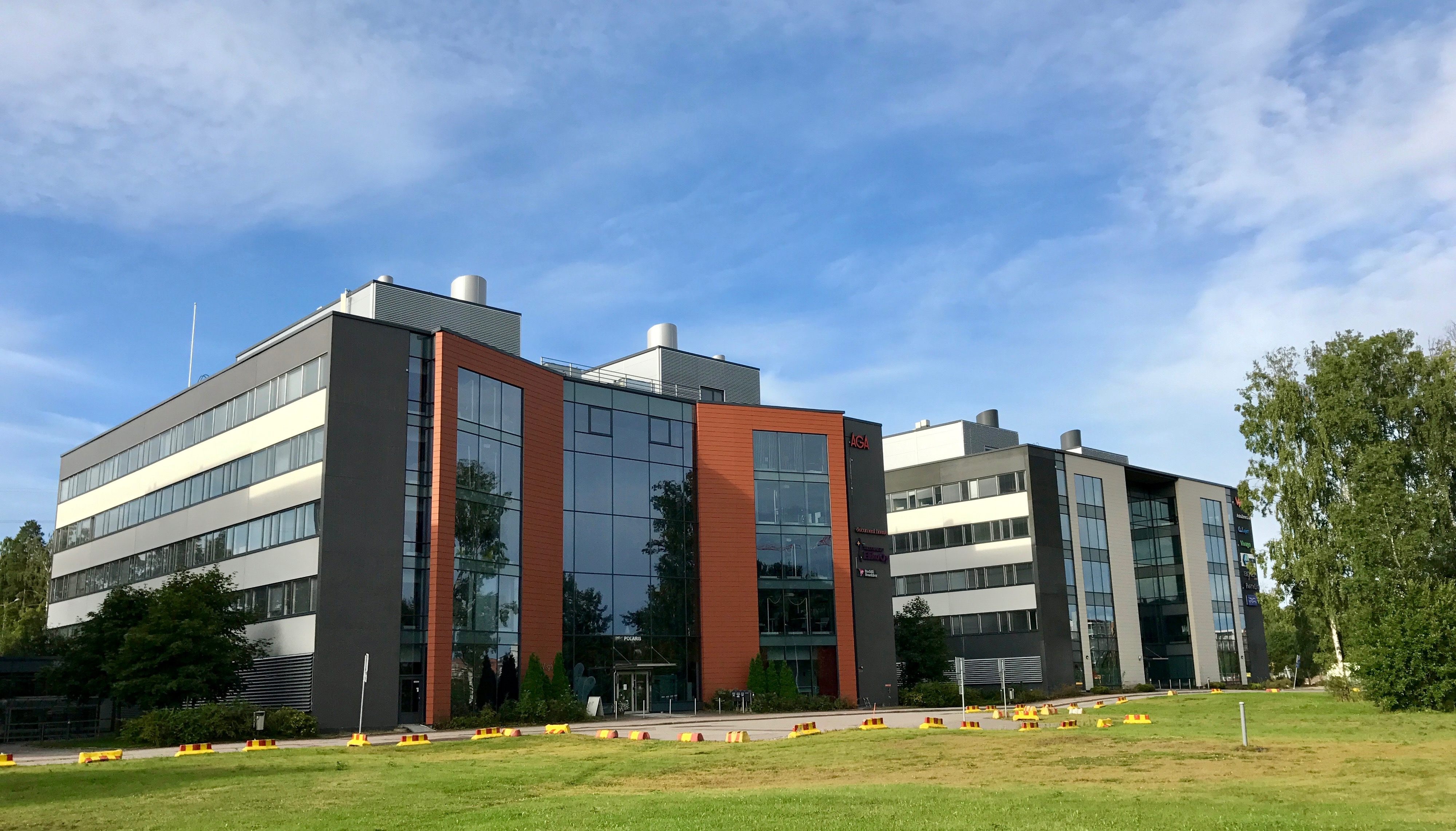
Polaris Business Center

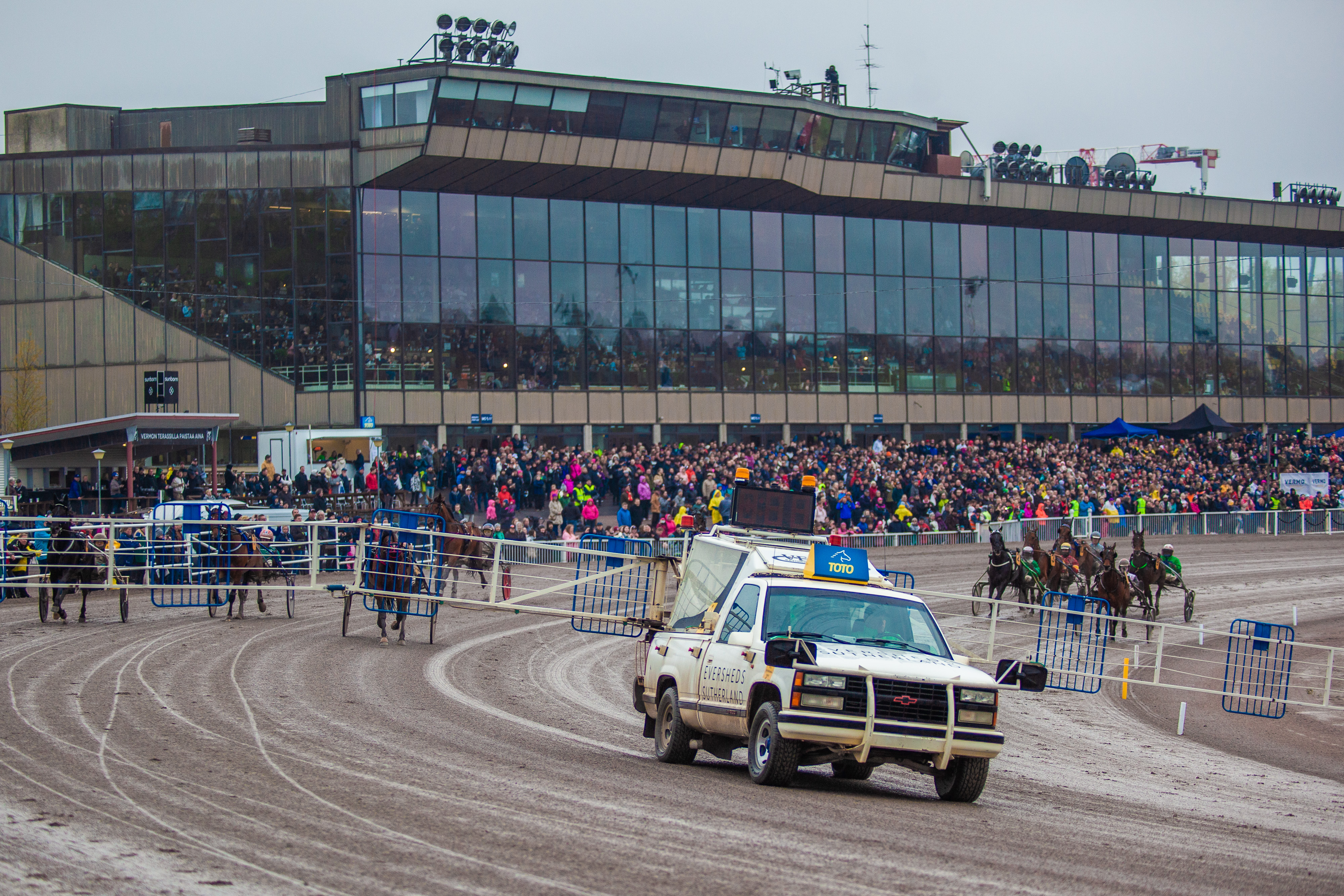
Vermo travbana

Bergans (finska: Perkkaa) är ett delområde i stadsdelen Alberga i Esbo i Finland. 
Området hade 3 836 invånare 2017. Det har sitt namn från Bergans gård. Bergans ligger innanför Ring I och gränsar i väster till Ring I, i norr till kustbanan Åbo-Helsingfors, i öster till Sockenbacka i Helsingfors och i söder till Åboleden. I Bergans finns skola och en närbutik. Förutom bostadskvarter finns i Bergans också områden med kontorslokaler, såsom Stella Business Park' och Polaris Business Park. Vermo travbana, som är Finlands huvudtravbana, ligger också i Bergans. 
Bostäderna i Bergans byggdes huvudsakligen på 1970- och 1990-talen. Den största delen av bostäderna ligger i flervåningshus.
Expresspårvagnslinje 15 (Spårjokern) har tre hållplatser i Bergans.